# Apanteles tedanius
Apanteles tedanius är en stekelart som beskrevs av Nixon 1965. Apanteles tedanius ingår i släktet Apanteles och familjen bracksteklar. Inga underarter finns listade i Catalogue of Life.